# 땀빈현
땀빈현(베트남어: Huyện Tam Bình / 縣三平)은 베트남 메콩강 삼각주 빈롱성의 현이다.

## 행정 구역
땀빈현은 1시진, 16사를 관할하고 있다.

### 시진
- 땀빈 시진 (Thị trấn Tam Bình, 三平市鎭)

### 사
- 빈닌 사 (Xã Bình Ninh, 平寧社)
- 허우록 사 (Xã Hậu Lộc, 厚祿社)
- 호아히엡 사 (Xã Hòa Hiệp, 和協社)
- 호아사 (Xã Hòa Lộc, 和祿社)
- 호아사 (Xã Hòa Thạnh, 和盛社)
- 로안미 사 (Xã Loan Mỹ, 鑾美社)
- 롱푸 사 (Xã Long Phú, 隆富社)
- 미록 미 사 (Xã Mỹ Lộc, 美祿社)
- 미타인쭝 사 (Xã Mỹ Thạnh Trung, 美盛中社)
- 응아이뜨 사 (Xã Ngãi Tứ, 義思社)
- 푸록 사 (Xã Phú Lộc, 富祿社)
- 푸틴 사 (Xã Phú Thịnh, 富盛社)
- 송푸 사 (Xã Song Phú, 雙富社)
- 떤록 사 (Xã Tân Lộc, 新祿社)
- 떤푸 사 (Xã Tân Phú, 新富社)
- 뜨엉록 사 (Xã Tường Lộc, 祥祿社)